# Philippe Ambroise Denys de Laronde
Philippe Ambroise Denys de Laronde, né le 6 décembre 1752 à Québec (Nouvelle-France), mort le 21 octobre 1813 à Vannes (Morbihan, France), est un général français de la Révolution et de l’Empire.

## Biographie
Philippe Ambroise Denys de La Ronde est le petit-fils de Louis Denys de la Ronde.
Il entre en service en 1764 comme cadet dans les troupes de la marine détachées dans la colonie française de Nouvelle-France, il est nommé sous-lieutenant le 25 novembre 1768 aux troupes nationales de Cayenne. 
Il passe lieutenant le 6 avril 1777 et il participe à la guerre d'indépendance américaine de 1778 à 1783. Le 12 juin 1784 il est incorporé au régiment de la Martinique, et il devient capitaine le 13 juillet 1785, puis en 1789 il rejoint la garnison française de Tobago.
Il rejoint la France le 19 mars 1791, et il est nommé capitaine au 109e régiment d’infanterie le 16 septembre 1792, et commandant de la citadelle de Port-Louis. Il passe lieutenant-colonel le 1er septembre 1793.
Il est promu général de brigade provisoire à l’armée des côtes de Brest le 16 septembre 1793, et général de division le 30 septembre suivant, à l’armée de l’Ouest. Il est chargé de l’organisation des bataillons de volontaires dans les départements de l’Orne, de la Mayenne et de la Sarthe.
Le 7 juin 1794 il rejoint l’armée des Ardennes, puis le 2 juillet suivant il est à l’armée de Sambre-et-Meuse, et le 17 septembre 1794, il commande Philippeville. Le 15 juin 1795, il n’est pas inclus dans la réorganisation des états-majors et il cesse ses fonctions le 19 juin suivant.
Il est réintégré à l’armée le 25 octobre 1795, et le 9 février 1796, il est mis à la retraite.
Admis au traitement de retraite le 26 mars 1798, il meurt le 21 octobre 1813, à Vannes.

## Sources
- (en) « Generals Who Served in the French Army during the Period 1789 - 1814: Eberle to Exelmans »
- (pl) « Napoléon.org.pl »
- Étienne Charavay, Correspondance général de Carnot, tome 4, imprimerie Nationale, 1907, p. 16.